# 11-та бронетанкова дивізія (Велика Британія)
11-та бронета́нкова диві́зія (Велика Британія) (англ. 11th Armoured Division (United Kingdom)) — військове з'єднання, танкова дивізія британської армії, що брала участь у бойових діях Другої світової війни. Заснована у березні 1941 року в Йоркширі в Північному командуванні. З літа 1944 року висадилася в Нормандії та вела активні бойові дії з визволення Франції, Бельгії й Нідерландів від нацистської окупації. У березні 1945 року однією з перших форсувала Рейн та билася на території Німеччини. У січні 1946 року, після переможного завершення Другої світової війни, розформована. Нетривалий час існувала з 1950 до 1956 року, потім переформована на 4-ту піхотну дивізію.

## Історія з'єднання
11-та бронетанкова дивізія під командуванням генерал-майора Персі Гобарта була організована в березні 1941 року в Йоркширі в Північному командуванні британської армії. Спочатку складалася з 29-ї та 30-ї бронетанкових бригад разом із 11-ю групою підтримки. Наприкінці травня та на початку червня 1942 року вона була реорганізована за штатами стандартної бронетанкової дивізії того часу — і мала у своєму складі одну бронетанкову та одну піхотну бригади й комплект частин підтримки й забезпечення. У листопаді 1942 року, коли союзники вторглись у французьку Північну Африку в рамках операції «Смолоскип», дивізія, яка тоді перебувала в Шотландії під командуванням генерал-майора Брокаса Берроуза почала підготовку до перекидання до Північної Африки. Тут її мали передати британській 1-й армії, що вела важкі бої в Тунісі. Утім, наказ незабаром скасували, оскільки вважалося, що на складній гірській місцевості в цій країні потрібно менше броньованих підрозділів та більше піхотних.
Дивізія продовжувала перебувати на Британських островах до червня 1944 року, інтенсивно тренуючись та шліфуючи свою бойову виучку. 13 червня 1944 року (D+7) через сім днів після висадки 3-ї канадської дивізії в день «D» більшість 11-ї бронетанкової дивізії висадилася на плацдарм «Джуно». В Нормандії бронетанкова дивізія брала участь у всіх основних операціях британської 2-ї армії, включаючи операції «Епсом», «Гудвуд» і «Блюкот», а також у битвах навколо Фалезького «мішка».

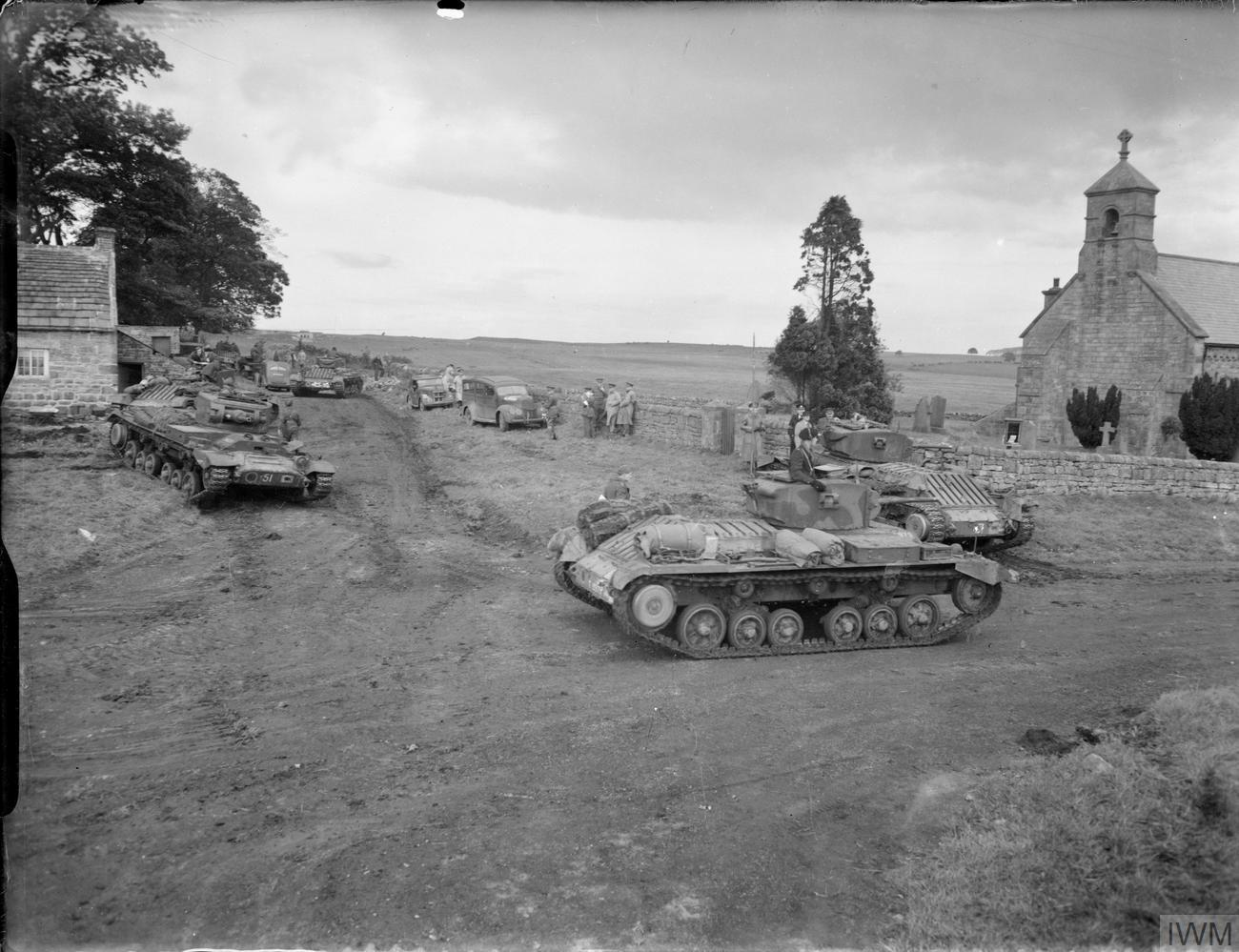
Танки «Валентайн» 11-ї дивізії в ході проведення тактичних навчань у Північному командуванні. 16 жовтня 1941

Після боїв під Фалезом 11-та бронетанкова була замінена 3-ю піхотною дивізією та увійшла до 30-го корпусу. Вона з важкими боями переслідувала німців, що відступали на схід після провалу контрнаступу під Мортеном. 17 серпня підрозділи 11-ї дивізії захопили Флер. 23 серпня її війська опанували Л'Егль і 30 серпня перетнули Сену.
1 вересня британські танкісти звільнили Ам'єн. Того ж дня солдати дивізії захопили в полон командира німецької 7-ї польової армії генерала танкових військ Ебербаха. Просуваючись до Ленсу, потім до Турне, дивізія вела затяті бої за Антверпен, який вона звільнила 4 вересня. Через два дні підрозділи з'єднання спробували захопити плацдарм за каналом Альберта, але спроба не увінчалася успіхом через інтенсивний вогонь противника.
18 вересня дивізію передали VIII корпусу генерал-лейтенанта Річарда О'Коннора. У ході операції «Маркет Гарден» частини дивізії забезпечували правий фланг смуги прориву, не допускаючи проведення вермахтом контрнаступальних дій. З боями їй вдалося прорватися до 101-ї американської повітрянодесантної дивізії в Нуенені, а 22 її інженери налагодили міст через канал Зюйд-Віллемсварт. Частини дивізії утворили загрозу оточення німецьких військ навколо Гелмонда, тому це змусило німців відступити 25 вересня.
На початку жовтня дивізія зачищала осередки німецького опору, що залишилися на захід від Маасу. Потім з частинами 15-ї (шотландської) дивізії билася за звільнення голландських сіл Америка та Горст. У листопаді вела бої з німецькими десантниками за визволення селища Брукхуйзен.

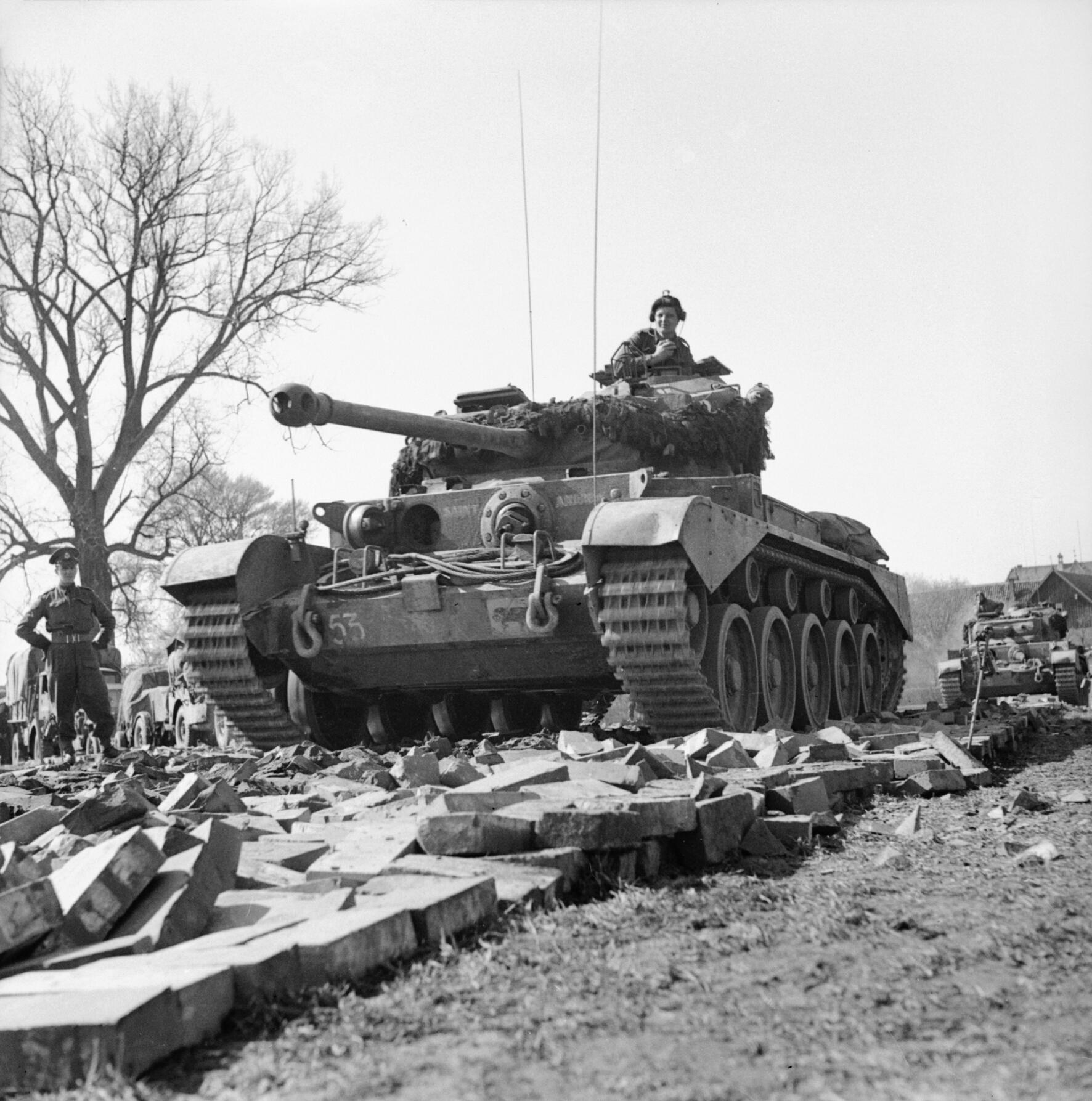
Танки «Комета» 2-го Файфського і Форфарського Йоменського полку перетинають Везер біля Петерсгагена, Німеччина, 7 квітня 1945 року

На початку грудня 1944 року частини 11-ї бронетанкової дивізії зосередилися в резерві навколо Іпра. Початок битви за Виступ серйозно вплинув на розстановку сил. Будучи одним з небагатьох резервів, 11-та бронетанкова дивізія була терміново перекинута на напрямок головного удару противника і попри відсутність належної кількості особового складу та техніки утримувала оборонну лінію вздовж Маасу, між Намюром і Живе. 29-та бронетанкова бригада дивізія відіграла значну роль, зупинивши 25 і 26 грудня 1944 року наступ німецької тактичної групи «Бом».
Після боїв на Арденнському виступі 11-та бронетанкова дивізія перебувала в резерві до 28 березня 1945 року. Надалі її залучили до форсування Рейна біля Везеля, звідкіля вона почала наступ на схід до річки Везер. Незважаючи на епізодичні осередки опору, ввечері 30 березня її частини досягли Гешера. Протягом наступних кількох тижнів дивізія тісно взаємодіяла з британською 6-ю повітрянодесантною дивізією.
Протягом квітня дивізія наступала по західній Німеччині. 12 квітня її підрозділи звільнили концентраційний табір Берген-Бельзен. 30 квітня 1945 року 11-та бронетанкова дивізія провела свою останню атаку. Перетнувши Ельбу в Артленбурзі, через невеликий опір тамтешніх німецьких груп, 2 травня окупувала Любек і 3 травня Нойштадт. Вона закінчила війну, окупувавши навколишню місцевість, де узяла в полон 80 000 німецьких військовополонених, серед яких 27 генералів. Після капітуляції Німеччини 11-та бронетанкова дивізія була використана як окупаційна сила в районі Шлезвіг-Гольштейн. 23 травня підрозділи дивізії були залучені до захоплення членів уряду Деніца у Фленсбурзі.
11-та бронетанкова дивізія була розформована незабаром після закінчення війни наприкінці січня 1946 р. Під час кампанії на північному заході Європи, з червня 1944 до травня 1945 року дивізія втратила майже 2000 офіцерів і людей, загиблих під час бойових дій, і понад 8000 осіб, пораненими та зниклими зниклі безвісти в ході боїв.
Восени 1950 року 11-та бронетанкова дивізія була сформована вдруге, але вже у квітні 1956 року була перетворена на 4-ту піхотну дивізію британської армії.